# Stanislav Kostyuk
Stanislav Kostyuk (Járkov, 18 de marzo de 1937 - ibídem, 4 de abril de 2014) fue un entrenador y futbolista ucraniano que jugaba en la demarcación de delantero.

## Biografía
En 1957 con 20 años debutó como futbolista con el FC CSKA Kiev. Jugó en el club durante tres temporadas, antes de fichar por el SKA Lviv por un año. En 1960 el FC Metalist Járkov se hizo con sus servicios. Llegó a marcar 36 goles en 223 partidos jugados. Tras seis años se retiró finalmente como futbolista. 21 años después fichó como entrenador del FC Olympik Járkov por dos temporadas, único club que ha entrenado.
También ha recibido títulos honoríficos como el de la Excelencia en la Educación de Ucrania en 1996, y el de la Orden al Mérito en 2004 y en 2008.
Falleció el 4 de abril de 2014 en Járkov tras una larga enfermedad a los 77 años de edad.

## Clubes

### Como futbolista
| Club               | País           | Año         | Partidos | Goles |
| ------------------ | -------------- | ----------- | -------- | ----- |
| FC CSKA Kiev       | RSS de Ucrania | 1957 - 1959 | 55       | 11    |
| SKA Lviv           | RSS de Ucrania | 1959 - 1960 | ¿?       | ¿?    |
| FC Metalist Járkov | RSS de Ucrania | 1960 - 1966 | 223      | 36    |

### Como entrenador
| Club               | País           | Año         |
| ------------------ | -------------- | ----------- |
| FC Metalist Járkov | RSS de Ucrania | 1979 - 1982 |
| FC Olympik Járkov  | RSS de Ucrania | 1987 - 1990 |